# Mogilnica (dopływ Wieprza)
Mogilnica – rzeka, prawy dopływ Wieprza o długości 29,33 km. 
Rzeka w trakcie swego biegu mija miejscowości: Mogilnica, Janowica, Majdan Zahorodyński, Wola Korybutowa Pierwsza, Borowo, Wola Korybutowa-Kolonia, a następnie przecina Kanał Wieprz-Krzna. Potem mija jeszcze miejscowości Ostrówek-Kolonia, Ostrówek, Ciechanki i naprzeciwko wsi Łańcuchów wpada do Wieprza.